# Walter Rauschenbusch
Walter Rauschenbusch (Rochester, 4 octobre 1861 - 25 juillet 1918) est un pasteur chrétien baptiste et théologien américain, figure majeure de l'évangile social.

## Biographie
Rauschenbusch est né à Rochester (New York) le 4 octobre 1861. Après l'école secondaire, il étudie dans un gymnasium (équivalent d'une école préparatoire) à Gütersloh en Allemagne. Par la suite, il revient aux États-Unis et étudie à l'Université de Rochester où il obtient un Bachelor of Arts en 1884. Ensuite, il étudie la théologie au Rochester Theological Seminary des Églises baptistes américaines USA et obtient un Bachelor of Divinity en 1886.

### Ministère
Rauschenbusch commence son pastorat dans la Seconde Église Baptiste Allemande de New York, dans le quartier de “Hell's Kitchen” le 1er juin 1886,. La pauvreté urbaine et les funérailles réalisées pour des enfants l'amènent au militantisme social.
Selon lui, les chrétiens ont besoin de faire des réformes sociales tandis qu’ils attendent le retour du Christ, en raison des injustices. Il ne croit pas que la perfection est atteignable dans le monde présent, mais il y voit un but valable. Pour lui, l’Église a un rôle essentiel dans la lutte contre les injustices systémiques auprès de tous les groupes et pour chaque personne. Il forme l'association chrétienne non confessionnelle Fraternité du Royaume (anglais : Brotherhood of the Kingdom) en 1892. Des pasteurs et dirigeants rejoindront l'organisation pour débattre et mettre en œuvre l'évangile social.
En 1897, il commence à enseigner le Nouveau Testament au Rochester Theological Seminary à Rochester (New York), jusqu'en 1902, où il enseigne l'histoire de l'Église.
En 1907, il publie le livre Le Christianisme et la Crise sociale (Christianity and the Social Crisis) qui influence les actions de plusieurs acteurs de l'évangile social.
En 1917, la publication du livre Une théologie pour l'Évangile social (A Theology for the Social Gospel) permet de rallier à la cause de l'évangile social de nombreuses Églises du protestantisme libéral ,.  Dans cet ouvrage, il explique que les chrétiens doivent être comme le Tout-Puissant qui s’est fait homme en Jésus-Christ, qui est avec tout le monde sur un pied d'égalité et considère les gens comme un sujet d’amour et de service.
Dans les onze années passées à “Hell's Kitchen”, Rauschenbusch conclut que le pire abus du système capitaliste est la crise spirituelle causée par la répartition inégale des richesses.

## Influence
Les actions civiques de Martin Luther King Jr qui ont commencé dans les années 1950, ont été influencées par Le Christianisme et la Crise sociale (Christianity and the Social Crisis, 1907) de Walter Rauschenbusch,,.